# Regan Gough

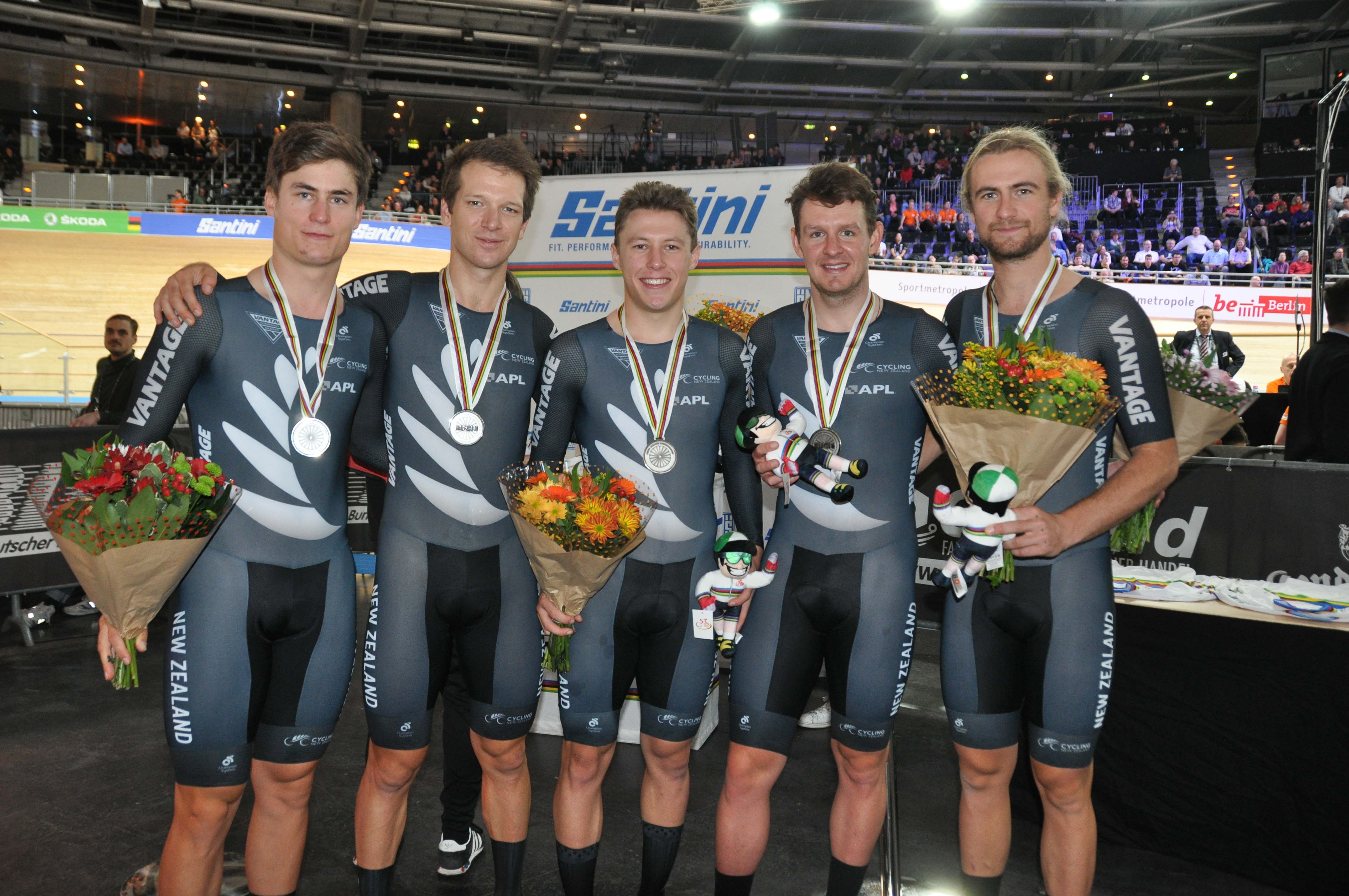
Der neuseeländische Vierer bei der Bahn-WM 2020 in Berlin (v. l. n. r.): Campbell Stewart, Aaron Gate, Corbin Strong, Jordan Kerby und Regan Gough

Regan Gough (* 6. Oktober 1996 in Otane) ist ein ehemaliger neuseeländischer Radrennfahrer, der Rennen auf Bahn und Straße bestritt.

## Sportliche Karriere
2014 wurde Regan Gough zweifacher Junioren-Weltmeister, im Punktefahren sowie mit Luke Mudgeway im Zweier-Mannschaftsfahren. In der Einerverfolgung errang er zudem Silber und in der Mannschaftsverfolgung Bronze.
Bei den Bahnradsport-Weltmeisterschaften 2015 ersetzte er im Finale der Mannschaftsverfolgung und Marc Ryan und gewann mit Pieter Bulling, Alex Frame und Dylan Kennett die Goldmedaille. Außerdem wurde er Vierter im Punktefahren.
2016 belegte er bei den Olympischen Spielen in Rio de Janeiro in der Mannschaftsverfolgung (mit Pieter Bulling, Aaron Gate und Dylan Kennett) den vierten Platz. Im Jahr darauf wurde er mit Pieter Bulling, Dylan Kennett und Nick Kergozou Vize-Weltmeister in der Mannschaftsverfolgung. Bei den Bahnradsport-Weltmeisterschaften 2020 in Berlin errang der neuseeländische Vierer mit Gough, Corbin Strong, Aaron Gate, Jordan Kerby und Campbell Stewart die Silbermedaille. 2021 und 2022 gewann er mit seinem Team jeweils das Mannschaftszeitfahren des New Zealand Cycle Classic. 2022 wurde er zudem nationaler Meister im Einzelzeitfahren. Anfang 2024 verkündete er nach einer Reihe von Verletzungen und Krankheiten seinen Rücktritt vom Leistungssport.
Sein Cousin Westley Gough ist ein ehemaliger Radrennfahrer.

## Erfolge

### Bahn
2013
- Junioren-Weltmeisterschaft – Zweier-Mannschaftsfahren (mit Liam Aitcheson), Mannschaftsverfolgung (mit Connor Stead, Joshua Haggerty und Liam Aitcheson)
- Neuseeländischer Junioren-Meister – Punktefahren

2014
- Junioren-Weltmeister – Punktefahren, Zweier-Mannschaftsfahren (mit Luke Mudgeway)
- Junioren-Weltmeisterschaft – Einerverfolgung
- Junioren-Weltmeisterschaft – Mannschaftsverfolgung (mit Nick Kergozou, Luke Mudgeway und Jack Ford)
- Neuseeländischer Junioren-Meister – Einerverfolgung

2015
- Weltmeister – Mannschaftsverfolgung (mit Pieter Bulling, Alex Frame und Dylan Kennett)

2017
- Weltmeisterschaft – Mannschaftsverfolgung (mit Pieter Bulling, Dylan Kennett und Nick Kergozou)
- Ozeanienmeisterschaft – Omnium
- Ozeanienmeisterschaft – Zweier-Mannschaftsfahren (mit Thomas Sexton)

2019
- Weltcup in Cambridge – Mannschaftsverfolgung (mit Campbell Stewart, Jordan Kerby und Nick Kergozou)

2019/20
- Ozeanienmeisterschaft – Punktefahren
- Ozeanienmeisterschaft – Omnium, Zweier-Mannschaftsfahren (mit Jordan Kerby)

2020
- Weltmeisterschaft – Mannschaftsverfolgung (mit Corbin Strong, Aaron Gate, Jordan Kerby und Campbell Stewart)

2022
- Neuseeländischer Meister – Omnium, Zweier-Mannschaftsfahren (mit Thomas Sexton)

### Straße
2016
- Prolog (Mannschaftszeitfahren) Tour of Southland
- Neuseeländischer Meister – Kriterium

2017
- Neuseeländischer Meister (U23) – Straßenrennen, Einzelzeitfahren
- eine Etappe An Post Rás

2021
- eine Etappe, Punktewertung und Mannschaftszeitfahren New Zealand Cycle Classic

2022
- Mannschaftszeitfahren New Zealand Cycle Classic
- Neuseeländischer Meister – Einzelzeitfahren